# Sobarocephala ruebsaameni
Sobarocephala ruebsaameni är en tvåvingeart som beskrevs av Leander Czerny 1903. Sobarocephala ruebsaameni ingår i släktet Sobarocephala och familjen träflugor. Inga underarter finns listade i Catalogue of Life.